# Beautiful Creatures (gruppo musicale)
I Beautiful Creatures sono un gruppo musicale hard rock statunitense formatosi nel 1999.

## Storia del gruppo
Il gruppo è originario di Los Angeles ed è stato fondato dal chitarrista Daren Jay Ashba (ex BulletBoys) e dal cantante Joe Lesté (Bang Tango). Alla band si sono quindi aggiunti il bassista Kenny Kweens e il batterista Anthony Focx. Quest'ultimo è diventato secondo chitarrista quando è entrato in gruppo il batterista Glen Sobel.
La band ha pubblicato l'eponimo album di debutto nell'agosto 2001 per la Warner Bros. Records. Il disco è stato prodotto da Sean Beavan, già al lavoro con Marilyn Manson.
Nel febbraio 2002 DJ Ashba lascia il gruppo. Circa un mese dopo Michael Thomas (già nei Tuff) entra in formazione per sostituirlo, ma anch'egli non rimarrà per molto nel gruppo. Nel frattempo, nel 2003 se ne va anche Sobel.
Con Alex Grossi e Matt Starr nella "line-up", la band registra il suo secondo disco Deuce, che esce nel 2005 prima in Giappone e poi negli Stati Uniti. Si susseguono negli anni seguenti altri avvicendamenti nella formazione del gruppo, con i vari musicisti impegnati anche in altri progetti.

## Formazione
Attuale
- Joe Lesté – voce (1999–presente)
- Anthony Focx – chitarra, batteria (1999–presente)
- Delta Starr – chitarra (2009–presente)
- Justin Sandler – batteria (2009–presente)

Ex membri
- DJ Ashba – chitarra (1999–2002)
- Glen Sobel – batteria (1999–2003)
- Michael Thomas – chitarra (2002–2003, 2005, 2007–2008)
- Alex Grossi – chitarra (2003–2005, 2008–2009)
- Matt Starr – batteria (2003–2005)
- Mark Simpson – chitarra (2005–2007)
- Timmy Russell – batteria (2005–2009)
- Kenny Kweens – basso (1999–2009)

## Discografia

### Album in studio
- 2001 – Beautiful Creatures
- 2005 – Deuce